# Campeonato Chileno de Futebol de 1935
O Campeonato Chileno de Futebol de 1935 (oficialmente Campeonato de la División de Honor de la Liga Profesional de Football de Santiago) foi a 3ª edição do campeonato do futebol do Chile. Os clubes jogavam uma fase de turno e returno. Não houve rebaixados para a Serie B Profesional de Chile 1936, campeonato de segunda divisão predecessor do Campeonato Chileno de Futebol - Segunda Divisão, pois o certame foi "rebaixado" a uma divisional com clubes reservas 

## Participantes
| Equipe                            | Cidade        | Região                | No ano anterior | Estádio                       | Capacidade | Títulos        | Participações |
| --------------------------------- | ------------- | --------------------- | --------------- | ----------------------------- | ---------- | -------------- | ------------- |
| Audax Club Sportivo Italiano      | La Florida    | Província de Santiago | Vice Campeão    | Estádio Santa Laura           | 22.375     | 0 (não possui) | 3             |
| Club Social y Deportivo Colo-Colo | Ñuñoa         | Província de Santiago | Terceiro Lugar  | Campos de Sports de Ñuñoa     | 27.000     | 0 (não possui) | 3             |
| Club Deportivo Magallanes         | Maipú         | Província de Santiago | Campeão         | Estádio de la Escuela Militar | ---        | 2 (1933, 1934) | 3             |
| Club de Deportes Badminton        | Santiago      | Província de Santiago | Quinto Lugar    | Estádio Carabineros           | 12.000     | 0 (não possui) | 3             |
| Unión Española                    | Independencia | Província de Santiago | Quarto Lugar    | Estádio Santa Laura           | 22.375     | 0 (não possui) | 3             |
| Santiago Football Club            | Santiago      | Província de Santiago | Sexto Lugar     | Estádio Santa Laura           | 22.375     | 0 (não possui) | 2             |

## Campeão
| Campeão Chileno 1935                                  |
| ----------------------------------------------------- |
| Club Deportivo Magallanes (Maipú) (3º título) Campeão |